# Cecenon
Cecenon (en francès Cessenon-sur-Orb) és un municipi occità del Llenguadoc, de la regió d'Occitània, al departament de l'Erau.